# Calyptothecium oxyphyllum
Calyptothecium oxyphyllum är en bladmossart som beskrevs av Hugh Neville Dixon och Potier de la Varde 1927. Calyptothecium oxyphyllum ingår i släktet Calyptothecium och familjen Pterobryaceae. Inga underarter finns listade i Catalogue of Life.